# NGC 5248
NGC 5248，也稱為科德韋爾45，是位於牧夫座，距離地球大約5,900萬光年的緊密中間螺旋星系。它是牧夫座中唯一一个星等亮于11的星系，位于牧夫座的西南角上，距离室女座的东边轮廓不到10'。它是NGC 5248群中的星系，本身也是位於室女座超星系團東邊的室女III星系團。NGC 5248的距離測量有很大的出入，從4,140萬光年 (1,270萬秒差距)至7,400萬光年 (2,270萬秒差距)，平均是5,870萬光年 (1,770萬秒差距)]。

## 外部連結
- WikiSky上关于NGC 5248的内容：DSS2, SDSS, GALEX, IRAS, 氢α, X射线, 天文照片, 天图, 文章和图片